# Gira Combativa
Gira Combativa es la primera gira que realizó la banda de heavy metal argentino Malón. Comenzó el 14 de abril de 1995 y terminó el 5 de mayo de 1996. Se realizó para presentar su primer disco Espíritu combativo, que es el que le dio inicio a la carrera de la banda tras la separación de Hermética en diciembre de 1994 a raíz de los constantes problemas internos entre Ricardo Iorio y el resto de la banda. La formación era la siguiente al momento del inicio: Claudio O'Connor (voz), Antonio Romano (guitarra eléctrica), Claudio Strunz (batería) y Carlos Kuadrado (bajo). Su gira comenzó con un concierto en Cemento, para luego tocar en La Plata, otra vez Cemento y el estadio Obras como soportes de Machine Head. Vuelven a Cemento en julio, compartiendo escenario con Divididos, que se encontraba presentando su cuarto trabajo. En agosto regresan otra vez a La Plata, y en septiembre tocan en el estadio de Ferro, participando del segundo Monsters of Rock que se hizo en Argentina. En octubre hacen otros shows, hasta volver a La Plata y coronar el año en La Trastienda. Al año posterior, la banda sigue dando shows hasta meterse a grabar su segundo álbum, Justicia o resistencia.

## Primeros shows, lanzamiento del disco y gira

### 1995
La banda inicia su carrera en 1995 tras la disolución de Hermética en diciembre de 1994. Algo parecido sucedió con sus pares de Divididos en ese mismo año, que tras llenar 13 veces el estadio Obras durante abril, julio, septiembre, octubre y diciembre de 1993 debido a la hiperexitosa temporada 1993 en la gira de La era de la boludez y los constantes encontronazos entre Federico Gil Solá y el resto de los integrantes, la banda casi se separa, pero no lo hicieron. La separación se debe a que Ricardo Iorio tuvo constantes encontronazos con los integrantes restantes de la banda. La ya antigua formación estaba constituida por Claudio O'Connor (voz), Antonio Romano (guitarra eléctrica), Claudio Strunz (batería) y Carlos Kuadrado (bajo). Debutaron el 14 de abril de 1995 en Cemento, dando así inicio a su trayectoria. Volvieron a ese escenario el 13 de mayo, para después tocar en la Unión Ferroviaria de La Plata. El 7 de julio tocaron como soportes de Machine Head en el estadio Obras, a una semana del regreso de La Renga a ese mismo escenario. 22 días después, la banda regresó al mismo escenario en el que dieron inicio a su trayectoria recitalera, compartiendo escenario con Divididos, que se encontraban de gira presentando su quinto trabajo que se llama Otro le Travaladna. En agosto volvieron a La Plata, con 4 shows en el polideportivo.
En ese mes sale su primer trabajo llamado Espíritu combativo. Contiene 10 temas, y fue grabado entre junio y julio de 1995. Fue producido por Malón y Álvaro Villagra. Uno de sus temas, Castigador por herencia, contiene videoclip. Gatillo fácil, otro tema de este disco, es una clara referencia a la forma en la cual se le llama a los abusos policiales en nuestro país. Mendigos, el tema número 9 de este disco, trata sobre la situación que siempre viven hasta el día de hoy los jubilados en nuestro país. El tema que cierra este disco, Fábula del avestruz y el jabalí, es una clara alusión a la separación de Hermética en diciembre de 1994. A su vez hace referencia, sin mencionarlos, a Ricardo Iorio y Marcelo Caputo, con quienes estuvieron juntos en Hermética. Cancha de lodo es un claro homenaje al reconocido cantautor Marcelo Berbel, cuya letra original se llama Destino de ladrillero.
El 10 de septiembre, la banda toca en el estadio de Ferro junto a otras bandas como Rata Blanca, Faith No More, Paradise Lost y el ya casi retirado Ozzy Osbourne. El concierto en Ferro quedó plasmado en la plataforma de videos YouTube. El 13 de octubre, la banda toca en el Club Junior, mientras que el 14 y 15 de octubre tocaron en el Club Olimpia de Paraná y en Hollywood Disco de Rafaela. El 28 de octubre tocaron en el Club Varela Juniors. El 8 de noviembre regresaron a La Plata, con un concierto en el Estadio Atenas. En diciembre, la banda dio por primera vez un concierto en La Rockería de Banfield, por donde pasaron artistas de renombre como Las Pelotas (1994), La Renga (1995), Los Piojos (1995) y Rata Blanca (1991 y 1995). El concierto tuvo lugar el 1 de diciembre. El 9 de diciembre tocaron en la disco El Árbol para despedir luego el año en La Trastienda Club. Tuvo lugar el 29 de diciembre. Este concierto también quedó plasmado en YouTube. Se cierra así la primera parte de la gira.

### 1996
Comienzan un nuevo año de vida tocando el 5 de febrero en el Club Huracán de Mar del Plata junto a Logos y Rata Blanca. El 23 de marzo tocan en el Club Bomberos Voluntarios de San Francisco Solano, y el 19 de abril, a un año de su primer show, la banda regresó al mismo escenario donde arrancó su carrera, y anticiparon temas de su segundo disco. El 5 de mayo tocaron en Perú por primera vez en su historia. El concierto tuvo lugar en el Estadio Nacional. Así terminaron su gira inicial.

## Conciertos
| Fecha                    | Ciudad       | País      | Recinto                          |
| ------------------------ | ------------ | --------- | -------------------------------- |
| América del Sur          |              |           |                                  |
| 14 de abril de 1995      | Buenos Aires | Argentina | Cemento                          |
| 13 de mayo de 1995       | Buenos Aires | Argentina | Cemento                          |
| 21 de mayo de 1995       | La Plata     | Argentina | Unión Ferroviaria                |
| 26 de mayo de 1995       | San Justo    | Argentina | Skylab                           |
| 7 de julio de 1995       | Buenos Aires | Argentina | Estadio Obras Sanitarias         |
| 29 de julio de 1995      | Buenos Aires | Argentina | Cemento                          |
| 17 de agosto de 1995     | La Plata     | Argentina | Polideportivo Gimnasia y Esgrima |
| 18 de agosto de 1995     | La Plata     | Argentina | Polideportivo Gimnasia y Esgrima |
| 19 de agosto de 1995     | La Plata     | Argentina | Polideportivo Gimnasia y Esgrima |
| 20 de agosto de 1995     | La Plata     | Argentina | Polideportivo Gimnasia y Esgrima |
| 10 de septiembre de 1995 | Buenos Aires | Argentina | Estadio Ferro Carril Oeste       |

- 14/04/1995 - Cemento, Buenos Aires
- 13/05/1995 - Cemento, Buenos Aires
- 21/05/1995 - Unión Ferroviaria, La Plata
- 07/07/1995 - Estadio Obras Sanitarias, Buenos Aires
- 29/07/1995 - Cemento, Buenos Aires
- 17/08/1995 - Polideportivo Gimnasia y Esgrima, La Plata
- 18/08/1995 - Polideportivo Gimnasia y Esgrima, La Plata
- 19/08/1995 - Polideportivo Gimnasia y Esgrima, La Plata
- 20/08/1995 - Polideportivo Gimnasia y Esgrima, La Plata
- 10/09/1995 - Estadio Ferro Carril Oeste, Buenos Aires
- 13/10/1995 - Club Juniors, Córdoba
- 14/10/1995 - Club Olimpia, Paraná
- 15/10/1995 - Hollywood Disco, Rafaela
- 28/10/1995 - Club Varela Juniors, Florencio Varela
- 03/11/1995 - Ferroviarios, Rosario
- 08/11/1995 - Estadio Atenas, La Plata
- 01/12/1995 - La Rockería, Banfield
- 09/12/1995 - El Árbol Disco, Trelew
- 29/12/1995 - La Trastienda Club, Buenos Aires
- 05/02/1996 - Club Huracán, Mar del Plata
- 23/03/1996 - Club Bomberos Voluntarios, San Francisco Solano
- 19/04/1996 - Cemento, Buenos Aires
- 05/05/1996 - Estadio Nacional, Lima

## Formación durante la gira
- Claudio O'Connor - Voz (1995-1998, 1999, 2011-actualidad)
- Antonio Romano - Guitarra eléctrica (1995-1998, 1999, 2001-2002, 2011-actualidad)
- Claudio Strunz - Batería (1995-1998, 1999, 2001-2002, 2011-2021)
- Carlos Kuadrado - Bajo (1995-1998, 1999, 2001-2002, 2011-actualidad)